# زن جيسنير
زن جيسنير (بالإنجليزية: Zen Gesner)‏ (و. 1970  م) هو ممثل تلفزي، وممثل أفلام أمريكي، ولد في فان نويس، بدأ مشواره المهني سنة 1994.

## التعليم
تعلم في أكاديمية لندن للموسيقى والفنون المسرحية.

## وصلات خارجية
- زن جيسنير على موقع IMDb (الإنجليزية)
- زن جيسنير على موقع ألو سيني (الفرنسية)
- زن جيسنير على موقع أول موفي (الإنجليزية)
- زن جيسنير على موقع قاعدة بيانات الأفلام السويدية (السويدية)
- زن جيسنير على موقع إن إن دي بي (الإنجليزية)
- زن جيسنير على موقع قاعدة بيانات الفيلم (الإنجليزية)
- زن جيسنير على موقع كينوبويسك (الروسية)